# Chicomoztoc

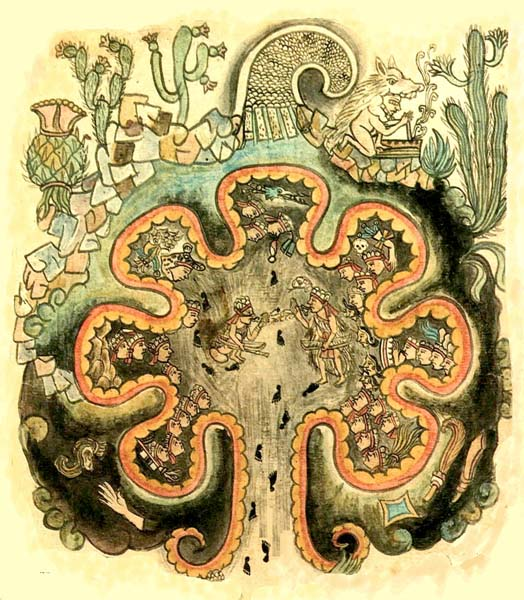
Les sept grottes de Chicomoztoc, dans l’Historia Tolteca-Chichimeca. La représentation d'une « montagne incurvée » au sommet de cette peinture est censée être une référence à Culhuacan.

Chicomoztoc est le nom de l'endroit mythique d’où seraient originaires les Aztèques, Tépanèques, Acolhuas, et autres peuples parlant le nahuatl dans la région centrale Mésoaméricaine, lors de la période postclassique.
Le terme Chicomoztoc dérive du nahuatl chicome (« sept »), oztotl (« grotte ») et -c (« lieu »). En termes symboliques, ces grottes situées dans une colline ont été comparées aux matrices dont sont nés les différents peuples ; une autre association possible est celle des sept orifices du corps humain. Dans un cas comme dans l'autre, ce terme est associé à l'origine, à la naissance ou au début d'un groupe de personnes, qu'il soit mythique ou historique.
Chicomoztoc est associé à certaines traditions légendaires concernant Culhuacan (Colhuacan), une cité précolombienne de la vallée de Mexico, considérée comme l'une des plus anciennes et des plus importantes de la vallée. Culhuacan (le « lieu de ceux qui ont des ancêtres », en nahuatl classique (es)) était considéré comme un lieu prestigieux et vénéré par les Aztèques/Mexicains (qui s'appelaient également Culhua-Mexica). Dans l'écriture codique aztèque, le symbole ou glyphe représentant le toponyme de Culhuacan prenait la forme d'une colline « courbée » ou « incurvée » (jeu de mots sur l'homonyme col- en nahuatl, qui signifie « courbé, tordu », de vieillesse par exemple).
Certains chercheurs ont tenté d'identifier Chicomoztoc avec un emplacement géographique réel, probablement entre 100 et 250 km nord-est de la vallée de Mexico, y compris peut-être une hauteur près de la ville actuelle de San Isidro Culhuacan. La prétendue existence de grottes réelles joue un rôle dans le mayanisme new-age.